# Расстрел в Летипеа
Расстре́л в Ле́типеа — конфликт, произошедший 8 августа 1976 года в деревне Летипеа Раквереского района Эстонской ССР между отдыхавшими там работниками газовой промышленности Эстонии и советскими пограничниками, в результате которого погибли 8 и были ранены, согласно одним публикациям в эстонской прессе, 14 человек, по другим данным — 18 человек.

## Хронология происшествия
В деревне Летипеа, расположенной на берегу Финского залива, традиционно проводились летние дни для работников газовой промышленности Эстонской ССР. Так как в Летипеа тогда находилась пограничная зона, проведение этого мероприятия было согласовано с пограничной службой СССР.
7 августа 1976 года, в субботу, на мыс Летипеа в очередной раз приехали с палатками газовики и члены их семей со всей Эстонии — всего 340 человек. Пограничники следили за праздником, проходящем на побережье моря. Один из военнослужащих получил от родных большой денежный перевод, и в течение трёх предшествовавших трагедии дней тратил его на покупку алкогольных напитков.
Вечером 7 августа в палаточном лагере играл оркестр, отдыхающие танцевали. Находившиеся в состоянии алкогольного опьянения пограничники неоднократно вступали в спор с газовиками и членами их семьи. Обстановка накалялась. Кульминацией конфликта стали очереди из автомата.
Первые выстрелы прозвучали в первые часы 8 августа на пляжной тропинке, где отдыхающие попытались отнять оружие у пьяных солдат. Первой жертвой стал молодой человек из Раквере Анатолий Паас (Anatoli Paas). В 01:30, когда часть отдыхающих уже спала в палатках, а некоторые ещё танцевали в свете костров, пьяный пограничник открыл по ним огонь из автомата. Самым молодым погибшим стал 16-летний Тынис Нурк (Tõnis Nurk) из Раквере. Некоторые погибли на месте, другие умерли в больнице. Один из пограничников, пытавшийся помешать стрелявшему, получил ранение в грудь; позже он скончался в больнице. Затем стрелявший покончил с собой. Позже самоубийство совершил и командир погранотряда.

## Убийца
Рядовые 3-й заставы 6-го погранотряда Виктор Багижев и Николай Повышев были друзьями. 3 августа 1976 года один из них получил большой денежный перевод от родных и стал его тратить на алкогольные напитки. Заступив на дежурство утром 7 августа, солдаты продолжили употребление спиртного и почти весь день проспали на картофельном поле рядом с палаточным лагерем газовиков. Согласно первой версии, затем они потребовали у отдыхающих спиртное, но им отказали. По другой версии, пограничники стали приставать к женщинам, что и спровоцировало конфликт. Началась драка, во время которой отдыхающие сумели отобрать у Повышева автомат и отбросить его в кусты, однако Багижев застрелил Анатолия Пааса, а затем открыл огонь по палаткам. (по слухам) Повышев попытался вырвать автомат из рук Багижева, но тот выстрелил в грудь своему товарищу. (по слухам) Затем Багижев, осознав, что совершил, покончил с собой, выстрелив себе в лицо.

## Последующие события
После произошедшего в Эстонию спецрейсом прилетел председатель КГБ Юрий Андропов. Похороны погибших оплатило государство, по требованию властей они проходили как можно неприметно, за поведением их участников следили работники службы госбезопасности и милиционеры. В Эстонии о расстреле быстро узнали из рассказов её очевидцев, а также из новостей радиостанций «Голос Америки», «Свобода» и из западных печатных изданий на  эстонском языке (газета Eesti Päevaleht в Швеции и журнал Tuna). Согласно воспоминаниям раненых в ходе происшествия, компенсация от государства составила 150 рублей.
Начальника заставы уволили, начальник штаба и многие другие офицеры были понижены в должности, а старшего патрульного приговорили к 3,5 года лишения свободы. После трагедии запретили продажу алкоголя и проведение любых массовых мероприятий в пограничных зонах. Никаких публикаций о преступлении в советских СМИ не было.
Чтобы улучшить отношения с местными жителями, новым заместителем командира погранотряда назначили офицера-эстонца: в марте 1973 года им стал Лео Тири (Leo Tiri). В следующем году пограничный отряд посетил начальник Главного управления пограничных войск СССР, генерал-полковник Матросов. Ссылаясь на национальный состав островов Эстонской ССР, он порекомендовал включать в состав погранотрядов офицеров, владеющих эстонским языком.

## Увековечение памяти
В 1991 году по инициативе Общества охраны старины Виру-Нигула и акционерного общества «Раквере Гааз» (эст. AS Rakvere Gaas) в Летипеа был установлен памятный камень, посвящённый жертвам расстрела. На нём выбита дата 8.VIII 1976 и слова «Ohvrite mälestuseks» («В память о погибших»). В 1996 году на камне были также выбиты имена погибших гражданских лиц.

## Отдалённые последствия
Спустя много лет трагедия в Летипеа вспоминается в Эстонии в связи с поднятым некоторыми политиками и журналистами вопросом о необходимости изучения размещения и деятельности советских военных частей и поведения советских военных на территории Эстонии. Её упоминают наряду с подобным трагическим случаем в посёлке Кудьяпе на Сааремаа в июле 1972 года, когда отвергнутый местной девушкой советский военнослужащий, пограничник, расстрелял девушку, её мать и сестру. Очевидцев произошедшего в Летипеа, а также других инцидентов в Эстонии между гражданским населением и служащими Советской армии, призывают поделиться воспоминаниями и фотографиями, при желании — анонимно.